# Downton Abbey 3
Downton Abbey: El gran final (Downton Abbey: The Grand Finale) es una película de drama histórico de 2025, dirigida por Simon Curtis y escrita por Julian Fellowes. Es la secuela de Downton Abbey: A New Era (2022) y la tercera película de la franquicia Downton Abbey. Gran parte del elenco de la franquicia original, que también apareció en las dos películas anteriores, regresará, con Joely Richardson, Alessandro Nivola, Simon Russell Beale y Arty Froushan uniéndose al elenco.
Está previsto que la película sea estrenada por Focus Features el 12 de septiembre de 2025.

## Reparto
- Samantha Bond como Lady Rosamund Painswick
- Hugh Bonneville como Robert Crawley, VII Conde de Grantham
- Laura Carmichael como Edith Pelham, Marquesa de Hexham
- Jim Carter como Charles Carson
- Raquel Cassidy como Phyllis Baxter
- Paul Copley como Albert Mason
- Brendan Coyle como John Bates
- Michelle Dockery como Lady Mary Talbot
- Kevin Doyle como Joseph Molesley

- Michael Fox como Andy Parker
- Joanne Froggatt como Anna Bates
- Paul Giamatti como Harold Levinson
- Harry Hadden-Paton como Herbert «Bertie» Pelham, Marqués de Hexham
- Robert James-Collier como Thomas Barrow

- Sue Johnston como Gladys Denker
- Allen Leech como Tom Branson
- Phyllis Logan como Elsie Carson
- Elizabeth McGovern como Cora Crawley, Condesa de Grantham
- Sophie McShera como Daisy Parker
- Tuppence Middleton como Lucy Branson
- Lesley Nicol como Beryl Patmore
- Douglas Reith como Richard «Dickie» Grey, Lord Merton
- Imelda Staunton como Maud, Lady Bagshaw
- Dominic West como Guy Dexter
- Penelope Wilton como Isobel Grey, Lady Merton

## Producción
En marzo de 2024, Imelda Staunton confirmó que se estaba planeando una tercera y última película de la franquicia Downton Abbey, con el regreso del elenco principal.
La fotografía principal comenzó el 13 de mayo de 2024 y finalizó en agosto.

## Estreno
La película se estrenará en los cines el 12 de septiembre de 2025.